# Metacyclops cushae
Metacyclops cushae – gatunek widłonoga z rodziny Cyclopidae,. Nazwa naukowa tego gatunku skorupiaków została opublikowana w 1991 roku przez amerykańską biolog Janet W. Reid z Smithsonian Institution, National Museum of Natural History w Waszyngtonie. Gatunek ten został ujęty w Katalogu Życia.